# Exposição mundial

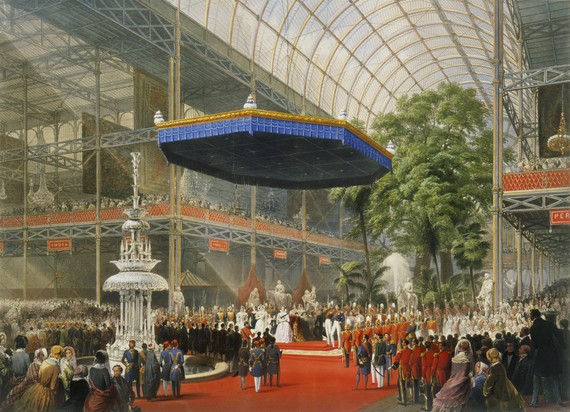
Rainha Vitória abre a Grande Exposição no Palácio de Cristal em Hyde Park, Londres, em 1851.

Exposição Mundial, Exposição Internacional, Exposição Universal, Feira Mundial ou, abreviadamente, Expo, são nomes dados a várias grandes exposições públicas realizadas em diferentes partes do mundo. A primeira Expo foi realizada no Palácio de Cristal, em Hyde Park, Londres, Reino Unido, em 1851, sob o título "Grande Exposição dos Trabalhos da Indústria de Todas as Nações". A "Grande Exposição", como muitas vezes é chamada, foi uma ideia do Príncipe Albert, marido da Rainha Victoria, e foi a primeira exposição internacional de produtos manufaturados. Como tal, influenciou o desenvolvimento de vários aspectos da sociedade, incluindo a arte e a educação de design, o comércio, as relações internacionais e até o turismo. Além disso, foi o precedente para muitas exposições internacionais, mais tarde chamado "Exposição Mundial", que foram posteriormente detidas até os dias atuais. Em Acapulco, Nova Espanha (atual México), feiras anuais ocorreram durante vários séculos em que os países da Ásia apresentaram seus produtos trazidos para o Novo Mundo pela Nao de China da Marinha Real Espanhola.
As principais atrações na Feira Mundial são os pavilhões nacionais, criado pelos países participantes. Na Expo 2000, em Hanôver, onde os países criaram sua própria arquitetura, o investimento médio foi de cerca de € 13 milhões. Tendo em conta estes custos, dos governos às vezes são céticos sobre a participação que as prestações sejam muitas vezes não assumida superam os custos. Efeitos concretos são difíceis de medir, no entanto, um estudo independente para o pavilhão holandês na Expo 2000 estimou que o pavilhão (que custou cerca de € 35 milhões) gerou cerca de € 350 milhões de receitas em potencial para a economia dos Países Baixos. Ele também identificou vários fatores de sucesso para pavilhões de exposição do mundo em geral.
Desde a assinatura da Convenção de 1928 sobre Exposições Internacionais, o Bureau International des Expositions (BIE; Português: Oficina Internacional de Exposições) tem servido como um organismo internacional de sanções. As feiras aprovadas pelo BIE são divididas em um número de tipos: universais, internacionais ou especializadas. Elas geralmente duram entre três a seis meses.

## Exposições universais
Uma Exposição Universal engloba temas que afectam uma vasta parcela da experiência humana, normalmente focando um período ou questões específicas da humanidade. As exposições universais realizam-se com menor frequência que as exposições internacionais ou especializadas, principalmente porque são mais dispendiosas. Para as distinguir de feiras menores, requer-se que os pavilhões sejam desenhados a partir do zero. Como consequência, muitas nações competem para realizar a mais espectacular ou notável estrutura. Exemplos recentes disto incluem os pavilhões do Japão, França, Marrocos e Espanha na Expo 92, em Sevilha. Algumas vezes são usadas estruturas pré-fabricadas para minimizar os custos para as nações em desenvolvimento, ou para então compartilhar espaço entre países da mesma área geográfica (caso da Praça das Américas, na Expo 92)
| - Londres 1851 (Reino Unido) - Paris 1855 (França) - Londres 1862 (Reino Unido) - Porto 1865 (Portugal) - Paris 1867 (França) - Viena 1873 (Áustria) - Filadélfia 1876 (Estados Unidos) - Paris 1878 (França) - Sydney 1879 (New South Wales, Austrália Britânica) - Melbourne 1880 (Victoria, Austrália Britânica) - Nova Orléans 1884 (Estados Unidos) - Barcelona 1888 (Espanha) - Paris 1889 (França) - Chicago 1893 (Estados Unidos) - Bruxelas 1897 (Bélgica) - Paris 1900 (França) - Buffalo 1901 (Estados Unidos) - St. Louis 1904 (Estados Unidos) - Liège 1905 (Bélgica) - Milão 1906 (Itália) - Dublin 1907 (Reino Unido) | - Hampton Roads 1907 (Estados Unidos) - Seattle 1909 (Estados Unidos) - Bruxelas 1910 (Bélgica) - Turim 1911 (Itália) - Gante 1913 (Bélgica) - São Francisco 1915 (Estados Unidos) - San Diego 1915 (Estados Unidos) - Rio de Janeiro 1922 (Brasil) - Sevilha 1929 (Espanha) - Barcelona 1929 (Espanha) - Chicago 1933 (Estados Unidos) - Bruxelas 1935 (Bélgica) - Paris 1937 (França) - Nova York 1939 (Estados Unidos) - São Francisco 1939–1940 (Estados Unidos) - Bruxelas 1958 (Bélgica) - Seattle 1962 (Estados Unidos) - Nova York 1964 (Estados Unidos) - Montreal 1967 (Canadá) - San Antonio 1968 (Estados Unidos) - Osaka 1970 (Japão) | - Spokane 1974 (Estados Unidos) - Naha 1975 (Japão) - Knoxville 1982 (Estados Unidos) - Nova Orléans 1984 (Estados Unidos) - Tsukuba 1985 (Japão) - Vancouver 1986 (Canadá) - Brisbane 1988 (Austrália) - Sevilha 1992 (Espanha) - Gênova 1992 (Itália) - Daejeon 1993 (Coreia do Sul) - Lisboa 1998 (Portugal) - Hanôver 2000 (Alemanha) - Aichi 2005 (Japão) - Zaragoza 2008 (Espanha) - Xangai 2010 (China) - Yeosu 2012 (Coreia do Sul) - Milão 2015 (Itália) - Astana 2017 (Cazaquistão) - Dubai 2021 (Emirados Árabes Unidos) - Buenos Aires 2023 (Argentina) - Osaka 2025 (Japão) |

O BIE decidiu apenas aprovar exposições de 5 em 5 anos, a partir do século XXI. Com as décadas de 1980 e 1990 sobrecarregadas com exposições, muitos veem esta medida como uma tentativa de cortar nas despesas de potenciais nações participantes. Como efeito, imagina-se que a ausência da Austrália na Expo 98 em Lisboa foi motivada pela proximidade geográfica e temporal com a exposição de Sevilha, o que não justificaria o envio de outra representação.

## Exposições internacionais ou especializadas
As exposições especializadas seguem temas mais restritos, tal como a 'Exposição Internacional de Jardins', realizada em Osaca, Japão em 1990 e em Kunming, China em 1999.
Uma exposição especializada ou internacional é normalmente menor e mais económica tanto para a organização, quanto para os países participantes, porque os custos arquitectónicos são menores.